# شرکت ایودیس زیلجیان
شرکت اِیودیس زیلجیان (به انگلیسی: Avedis Zildjian Company) یک شرکت تولیدکننده سنج است که توسط ایودیس زیلجیان ارمنی در استانبول سده ۱۷ (میلادی) در زمان امپراتوری عثمانی تأسیس شد.
با حدود ۴۰۰ سال سابقه، زیلجیان یکی از قدیمی‌ترین شرکت‌های جهان به‌شمار می‌آید. در تاریخ ۲۰ دسامبر ۲۰۱۰، اعلام شد که شرکت ایودیس زیلجیان با شرکت ویک فرث (به انگلیسی: Vic Firth)، با هم ادغام شدند. با توجه به اعلام، هر دو شرکت به‌طور خودگردان به فعالیت خود ادامه خواهند داد.

## نگارخانه

ایودیس زیلجیان سوم
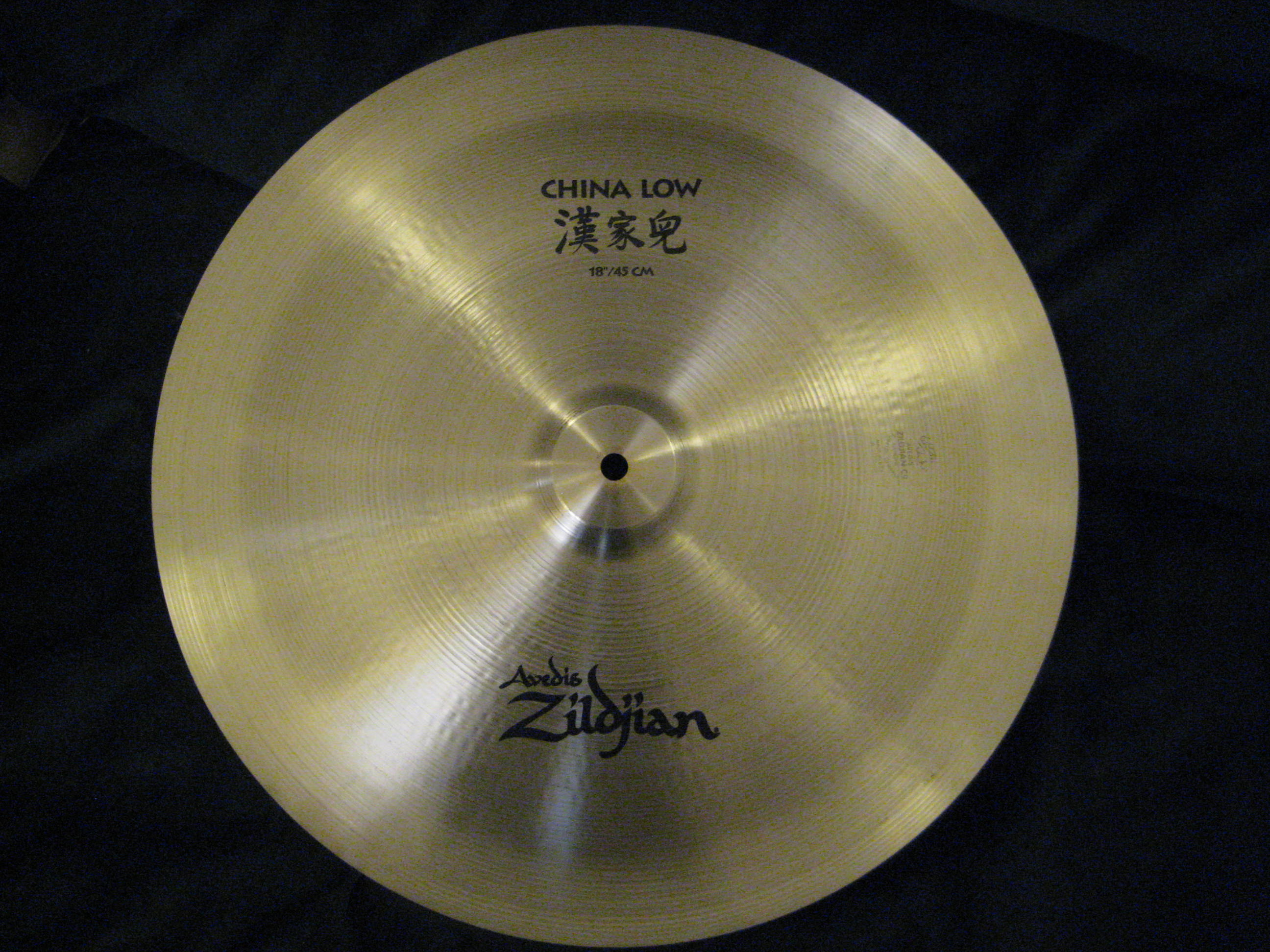
سنج چاینا ۱۸ اینچی زیلجیان
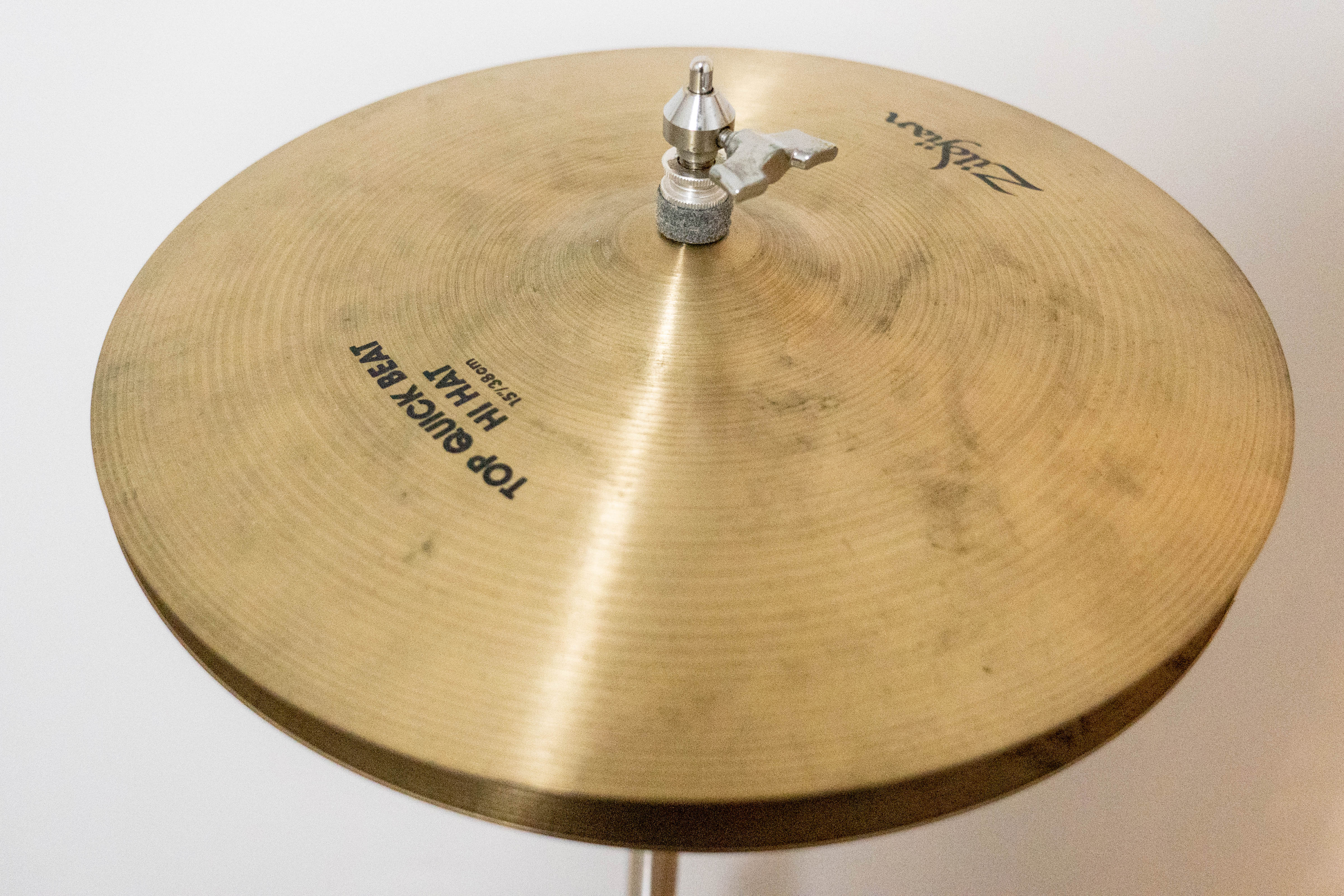
سنج های-هت ۱۵ اینچی زیلجیان
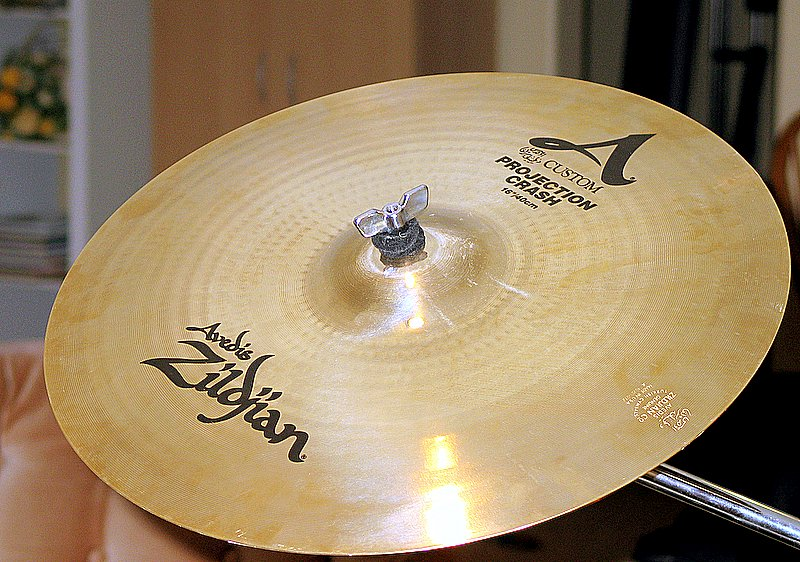
سنج کرش ۱۵ اینچی زیلجیان
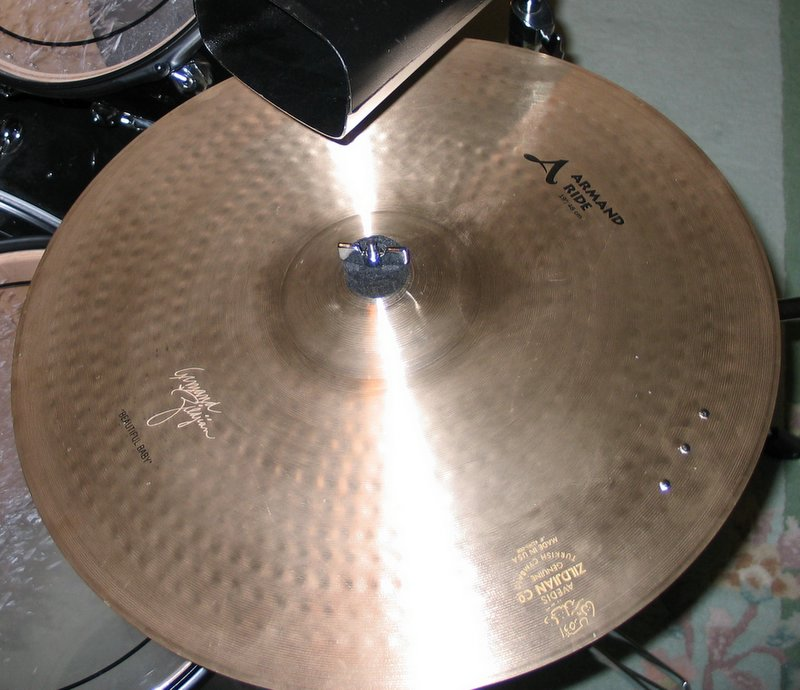
سنج راید ۱۹ اینچی زیلجیان
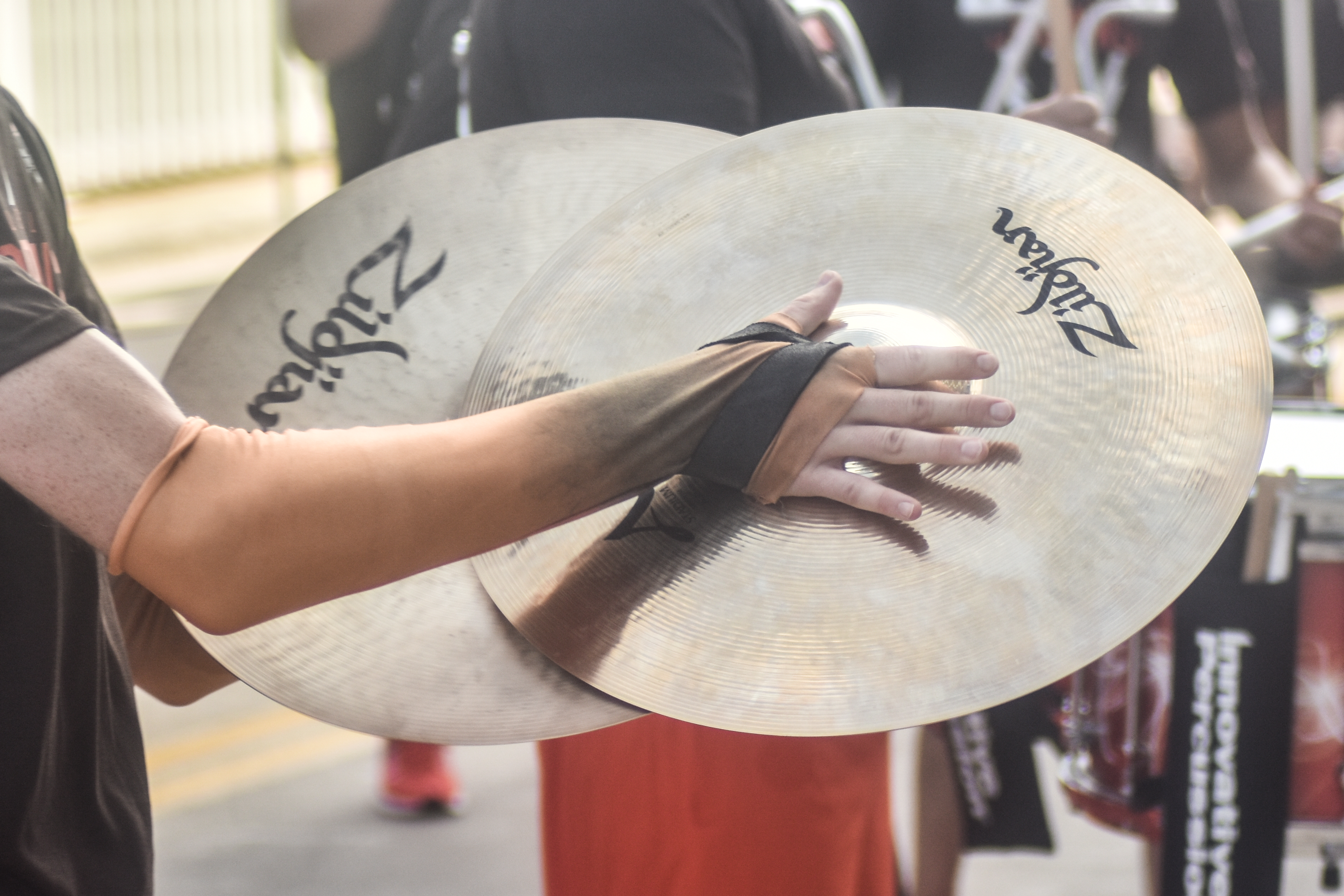
سنج‌های نبرد زیلجیان